# Ondéfidouo
Ondéfidouo  è una città e sottoprefettura della Costa d'Avorio appartenente al dipartimento di Bouna. Conta una popolazione di 28 088 abitanti (censimento 2014).